# Hansen's Konditori & Cafe
Hansen's Konditori & Cafe is de oudste banketbakkerij/patissier van Denemarken.
De zaak werd op 13 oktober 1796 in de Deense stad Ringsted geopend door Jacob Lensch en zijn vrouw. Lensch stierf in 1828 waarna zijn vrouw het bedrijf voortzette.
Op 19 augustus 1867 nam P. Herman Jensen de banketbakkerij over die vervolgens enkele generaties lang in de familie bleef. Zijn zoon C.R.B. Jensen breidde het pand tussen 1893 en 1929 uit met een bovenhuis waardoor de situatie ontstond zoals die nu nog is. Na de Tweede Wereldoorlog werd een ruimte naast de bakkerij gebruikt voor bijeenkomsten van verenigingen en verzorgde men koffietafels na een begrafenis. In deze ruimte hebben de gasten nu de gelegenheid om de producten te nuttigen.
Willi Jensen verkocht het bedrijf op 1 oktober 2011 aan Zandra Hansen. De familie Hansen bracht het pand door renovatie terug in de traditionele stijl. Ook de gevel kreeg zijn oorspronkelijke uiterlijk terug. In 2014 ontving Hansen van de gemeente Ringsted een architectuurprijs voor de gevelrenovatie.